# Carlos de San Antonio
Carlos de San Antonio (Madrid, 1950 - ibídem, 26 de enero de 2019) fue un piloto de motociclismo español que compitió en el Campeonato del Mundo de Motociclismo entre 1977 y 1981.

## Biografía
San Antonio provenía de una familia aficionada al motociclismo. De hecho, su padre tenía un taller de lavado y engrase de motos en el barrio madrileño de Vallecas. Debutó en el Mundial en el 1977 en el Gran Premio de Francia de 500 c.c. finalizando en decimonovena posición. En su palmarés no figura ninguna victoria, pero sí un amplio número de participaciones con su Suzuki RG 500. En 1981 dejó la competición para volver al taller de su padre.
El 26 de enero de 2019 falleció a causa de un cáncer.

## Resultados en el Campeonato del Mundo
Sistema de puntuación desde 1969 hasta 1987:
| Posición | 1.º | 2.º | 3.º | 4.º | 5.º | 6.º | 7.º | 8.º | 9.º | 10.º |
| Puntos   | 15  | 12  | 10  | 8   | 6   | 5   | 4   | 3   | 2   | 1    |

### Carreras por año
(Carreras en negrita indica pole position, carreras en cursiva indica vuelta rápida)
| Año  | Cat.  | Equipo | 1       | 2       | 3       | 4     | 5       | 6      | 7       | 8       | 9     | 10    | 11     | 12    | 13      | Pts. | Pos. |
| ---- | ----- | ------ | ------- | ------- | ------- | ----- | ------- | ------ | ------- | ------- | ----- | ----- | ------ | ----- | ------- | ---- | ---- |
| 1977 | 250cc | Yamaha | VEN -   |         | GER -   | NAT - | ESP 19  | FRA -  | YUG -   | NED -   |       | SWE - | FIN -  | CZE - | GBR -   | 0    | -    |
| 1977 | 500cc | Suzuki | VEN -   | AUT -   | GER -   | NAT - |         | FRA 19 |         | NED -   | BEL - | SWE - | FIN -  | CZE - | GBR -   | 0    | -    |
| 1978 | 500cc | Suzuki | VEN -   | ESP DNQ | AUT Ret | FRA - | NAT Ret | NED -  | BEL DNQ | SWE Ret | FIN - | GBR - | GER 22 |       |         | 0    | -    |
| 1979 | 500cc | Suzuki | VEN Ret | AUT Ret | GER -   | NAT - | ESP -   | YUG 21 | NED Ret | BEL -   | SWE - | FIN - | GBR -  | CZE - | FRA DNQ | 0    | -    |
| 1980 | 500cc | Suzuki | NAT DNQ | ESP DNQ | FRA -   | YUG - | NED -   | BEL -  | FIN -   | GBR -   | CZE - | GER - |        |       |         | 0    | -    |